# 12-та піхотна дивізія (Третій Рейх)
12-та піхотна дивізія (Третій Рейх) (нім. 12. Infanterie-Division) — піхотна дивізія Вермахту за часів Другої світової війни.

## Історія
12-та піхотна дивізія створена 1 жовтня 1934 року під час 1-ї хвилі мобілізації у Шверіні в 2-му військовому окрузі.

## Райони бойових дій
- Німеччина (жовтень 1934 — вересень 1939);
- Польща (вересень — грудень 1939);
- Німеччина (грудень 1939 — травень 1940);
- Люксембург (травень 1940);
- Франція (травень 1940 — квітень 1941);
- Німеччина (Східна Пруссія) (квітень — червень 1941);
- СРСР (північний напрямок) (червень 1941 — лютий 1943);
- СРСР (центральний напрямок) (лютий 1943 — липень 1944).

## Командування

### Командири
- генерал артилерії Вільгельм Улекс (нім. Wilhelm Ulex) (1 жовтня 1934 — 6 жовтня 1936);
- генерал-лейтенант Альбрехт Шуберт (нім. Albrecht Schubert) (6 жовтня 1936 — 1 квітня 1938);
- генерал-лейтенант Людвіг фон дер Леєн (нім. Ludwig von der Leyen) (1 квітня 1938 — 10 березня 1940);
- генерал артилерії Вальтер фон Зейдліц-Курцбах (нім. Walter von Seydlitz-Kurzbach) (10 березня 1940 — 1 січня 1942);
- оберст Карл Гернекамп (нім. Karl Hernekamp) (1 січня — 1 березня 1942);
- генерал-лейтенант барон Курт-Юрґен фон Лютцов (нім. Kurt-Jürgen Freiherr von Lützow) (1 березня — 11 липня 1942);
- оберст Гергард Мюллер (нім. Gerhard Müller) (1 — 11 липня 1942);
- оберст Вільгельм Лоренц (нім. Wilhelm Lorenz) (11 — 20 липня 1942);
- генерал-лейтенант барон Курт-Юрґен фон Лютцов (20 липня 1942 — 25 травня 1944);
- генерал артилерії Курт Ян (нім. Curt Jahn) (25 травня — 4 червня 1944);
- генерал-лейтенант Рудольф Бамлер (нім. Rudolf Bamler) (4 — 2 червня 1944);
- генерал-майор Гергард Енгель (нім. Gerhard Engel) (28 червня — липень 1944).

## Нагороджені дивізії
Нагороджені Сертифікатом Пошани Головнокомандувача Сухопутних військ для військових формувань Вермахту за збитий літак противника
- 1 лютого 1944 — 12-й фузилерський полк за дії 23 листопада 1943 (№ 451).

Нагороджені дивізії
|  | Кавалери Золотого Німецького Хреста                                                                        | 86 |
|  | Кавалери Срібного Німецького Хреста                                                                        | 3 |
|  | Кавалери Лицарського хреста Залізного хреста з Дубовим листям                                              | 5 (№ 37 оберст барон Курт-Юрґен фон Лютцов — 21.10.1941 № 54 генерал-майор Вальтер фон Зейдліц-Курцбах — 31.12.1941 № 406 майор Отто Бенцін — 22.02.1944 № 534 гауптман Гергард Крузе — 27.07.1944 № 525 майор Гайнц-Георг Лемм — 11.07.1944) |
|  | Кавалери Лицарського хреста Залізного хреста                                                               | 27 |
|  | Кавалери Почесної Відзнаки Сухопутних військ «Почесна застібка на орденську стрічку для Сухопутних військ» | 23 |

- Нагороджені Сертифікатом Пошани Головнокомандувача Сухопутних військ (6)
- Нагороджені Сертифікатом Пошани Головнокомандувача Сухопутних військ за збитий літак противника (1)